# Sionismo socialista
Sionismo socialista (in ebraico ציונות סוציאליסטית‎?, tsionut sotsialistit) può essere descritto come la corrente maggioritaria dell'ala sinistra del movimento sionista. Se non è stato per molti anni la corrente maggioritaria del movimento sionista, è stato una tendenza significativa tra i sionisti e le strutture organizzative sioniste. È stato un settore sionista dei movimenti socialisti ebraici storici dell'Europa orientale e centrale, e alla fine ha dato origine a unità locali nella maggior parte dei Paesi con una popolazione ebraica significativa. Diversamente dalla tendenza "sionista politica" fondata da Theodor Herzl e promossa da Chaim Weizmann, i sionisti socialisti non credevano che uno Stato ebraico sarebbe stato creato semplicemente facendo appello alla comunità internazionale o a una nazione potente come il Regno Unito, la Germania o l'Impero ottomano. Piuttosto i sionisti socialisti credevano che uno Stato ebraico poteva essere creato solo con gli sforzi della classe operaia ebraica, insediandosi in Palestina e fondando uno Stato attraverso la creazione di una società ebraica progressista, con kibbutzim e moshavim rurali e un proletariato urbano ebraico. Può essere dunque ricondotto, per la sua volontà di armonizzare un'organizzazione del lavoro di tipo socialista a una cultura religiosa ebraica, alla famiglia dei socialismi religiosi.
Il sionismo socialista crebbe per numero di proseliti e influenza. Verso gli anni trenta mise in ombra il "sionismo politico" sia sul piano internazionale sia nel Mandato britannico della Palestina, dove i sionisti socialisti predominavano tra le molte istituzioni dello Yishuv, la comunità ebraica del periodo precedente al 1947, soprattutto la federazione sindacale nota come Histadrut. La Haganah - la maggiore forza di difesa paramilitare sionista - era un'istituzione sionista.
I sionisti socialisti ebbero un ruolo direttivo durante la guerra arabo-israeliana del 1948 e furono predominanti nella leadership delle forze armate israeliane (IDF) per decenni dopo la formazione dello Stato di Israele nel 1948.
Tra i principali teorici del movimento sionista socialista ci furono Moses Hess, Nachman Syrkin, Ber Borochov e Aaron David Gordon. Alcuni dei leader del movimento furono David Ben-Gurion e Berl Katznelson.

## Ideologia
L'opera di Moses Hess del 1862 Roma e Gerusalemme. L'ultima questione nazionale proponeva che gli ebrei si stanziassero in Palestina per risolvere la questione nazionale. Hess proponeva uno Stato socialista in cui gli ebrei si sarebbero ruralizzati attraverso un processo di "redenzione del suolo" che avrebbe trasformato la comunità ebraica in una vera nazione, dove gli ebrei avrebbero occupato gli strati produttivi della società piuttosto che essere una classe non-produttiva di mercanti (tali erano gli ebrei europei agli occhi di Hess).
Continuando l'opera di Moses Hess, Ber Borochov proponeva la creazione di una società socialista che avrebbe corretto la "piramide invertita" della società ebraica. Borochov credeva che gli ebrei fossero esclusi dalle occupazioni normali dall'ostilità e dalla concorrenza dei gentili, e con questa dinamica spiegava la relativa predominanza di professionisti ebrei rispetto agli operai. La società ebraica, sosteneva Borochov, non sarebbe stata sana fino a quando la piramide invertita non fosse stata raddrizzata e la maggioranza degli ebrei non fosse tornata ad essere costituita da contadini e operai. Borochov era convinto che questo si poteva realizzare solo in uno Stato proprio degli ebrei.
Un altro pensatore sionista, Aaron David Gordon, era influenzato dalle idee völkisch del nazionalismo romantico europeo e proponeva di fondare una società di contadini ebrei. Gordon fece del lavoro una religione. Questi due personaggi, e altri come loro, stimolarono la fondazione del primo insediamento collettivo ebraico, o kibbutz, Degania, sulla sponda meridionale del Mare di Galilea nel 1909 (lo stesso anno della fondazione della città di Tel Aviv). Degania, e molti altri kibbutzim che presto seguirono, tentarono di realizzare la visione di questi pensatori creando villaggi comuni, dove agli ebrei europei appena arrivati sarebbero state insegnate le tecniche agricole e altri lavori manuali.

## Partiti
Inizialmente due partiti socialisti furono fondati dagli immigrati in Palestina della Seconda Aliyah (1904-1914): il partito nazionalista e anti-socialista Hapo'el Hatza'ir (Giovane Lavoratore) e il partito Poale Zion (Partito socialista social-democratico in Palestina), con radici socialiste.
Il partito Poale Zion Party aveva un'ala sinistra e un'ala destra. Nel 1919 l'ala destra, dove militava Ben-Gurion, diede vita al partito Ahdut HaAvoda insieme ad alcuni anti-marxisti apartitici. Nel 1930 Ahdut HaAvoda e Hapoel Hatzair si fusero nel partito Mapai, che comprendeva tutto il sionismo socialista maggioritario. Fino agli anni sessanta questi partiti erano dominati dai membri della Seconda Aliyah. L'ala sinistra del Poale Zion alla fine si fuse con il partito dei kibbutzim, Hashomer Hatzair, la Lega socialista urbana e vari gruppi di sinistra minori, dando vita al partito Mapam, che a sua volta si unì ad altri partiti per creare il Meretz-Yachad.
In seguito il partito Mapai confluì nel Partito Laburista Israeliano, che per un certo numero di anni fu alleato di Mapam nel partito HaMa'arakh. Inizialmente questi due partiti erano i due partiti maggiori nello Yishuv e nella elezioni parlamentari del 1949, mentre Mapai e i suoi predecessori dominarono la politica israeliana nello Yishuv del periodo antecedente all'indipendenza e anche nei primi tre decenni dell'indipendenza di Israele, fino alla fine degli anni settanta.

## Declino e trasformazione
Già negli anni venti il movimento laburista non guardava più alle sue radici socialiste e si concentrava sulla fondazione della nazione con azioni costruttive. Secondo Tzahor i suoi leader non "abbandonarono i principi ideologici fondamentali". Comunque, come dice Zeev Sternhell nel suo libro Nascita d'Israele Miti, storia, contraddizioni, i leader laburisti avevano già abbandonato i principi socialisti prima del 1920 e li usavano solo come "miti mobilizzatori".
In Israele il Partito Laburista ha seguito il percorso generale degli altri partiti social-democratici governanti, come il Partito Laburista inglese, e adesso è completamente orientato verso il capitalismo e perfino verso il neoliberalismo, anche se recentemente ha riscoperto il welfare state sotto la leadership di Amir Peretz.
Paradossalmente, nella società israeliana il sionismo socialista è associato alla rappresentazione della classe dirigente e della élite politica del Paese, mentre gli israeliani della classe operaia tradizionalmente hanno votato per il Likud sin dalla "rivoluzione" (mahapah) del 1977, la vittoria elettorale del Likud guidato da Menachem Begin.
Ciò che distingue il moderno sionismo socialista da altre correnti non è la politica economica, un'analisi del capitalismo o un'altra analisi od orientamento di classe, ma la sua attitudine verso il processo di pace nel conflitto israelo-palestinese, dove i sionisti socialisti tendono, in vario grado, a sostenere i movimenti israeliani pacifisti.

## Sionismo socialista oggi
Oggi il sionismo socialista si manifesta in organizzazioni sia di adulti sia di giovani. Tra gli adulti, il Movimento Mondiale Sionista Socialista, che ha la sua base a Gerusalemme, ha affiliati in tutto il mondo, come Ameinu negli Stati Uniti d'America e in Australia, Associação Moshé Sharett in Brasile e il Movimento Laburista Ebraico nel Regno Unito. Giovani e studenti sono organizzati in movimenti sionisti giovanili come Habonim Dror, Hashomer Hatzair e gruppi attivisti universitari come l'Unione dei Sionisti Progressisti negli Stati Uniti d'America e in Canada.